# 愛德華·馬丁內斯-索馬洛
愛德華·馬丁內斯-索馬洛（西班牙語：Eduardo Martínez Somalo；1927年3月31日—2021年8月10日）是西班牙籍天主教司鐸級樞機。也是及榮休總務樞機。

## 生平
愛德華於1927年3月31日在西班牙拉里奧哈自治區的市鎮托維亞河畔巴尼奧斯出生。他曾在洛格羅尼奧教區修院、宗座西班牙學院與羅馬宗座額我略大學學習，在那裡他獲得神學和教會法學位。他於1950年3月19日，在卡拉奧拉暨拉卡爾薩達-洛格羅尼奧教區晉鐸，他曾在堂區服務。
之後回到羅馬，準備擔任梵蒂岡聖座外交官，他並且進入了宗座傳教士學院（後來在那裡擔任教授）。並於1956年在宗座拉特朗大學獲得了教會法博士學位。然後，他進入聖座國務院工作。後來他任聖座駐西班牙大使。
於1975年12月13日晉牧，並被時任教宗保祿六世任命為聖座駐哥倫比亞大使，領塔戈拉領銜總教區總主教銜。1979年5月5日，任聖座副國務卿（一般事務處）。1988年3月23日擔任聖座禮儀及聖事部部長。
同年6月28日，被時任教宗若望·保祿二世任為執事級樞機，領銜耶穌堂區執事。1992年1月21日至2004年2月11日，曾出任聖座修會部部長。1993年4月5日，改任命為總務樞機。1996年1月29日至1999年1月9日期間曾任首席助祭。1999年1月9日再被任為司鐸級樞機，領耶穌堂區司鐸銜。
教宗若望·保祿二世於2005年4月2日去世後，出現宗座出缺，愛德華多以總務樞機身份擔任代理教宗。直到4月18日進行教宗選舉秘密會議會議選出若瑟·拉辛格（本篤十六世）為新任教宗，及同月24日舉行的教宗就職儀式為止。他並且有資格參與這次教宗選舉。
直到2007年4月4日榮休，塔爾奇西奧·貝爾托內接替成為總務樞機。